# Nati nel 1901/Dicembre
| Questa pagina contiene informazioni ricavate automaticamente dalle voci biografiche con l'ausilio del template Bio e di un bot. L'aggiornamento è periodico e automatico e ricostruisce completamente la pagina. Se manca una persona in questa lista, sei pregato di non aggiungerla, ma accertati piuttosto che la sua voce biografica contenga il template Bio e che i dati anagrafici siano correttamente compilati. Se il template Bio manca, inseriscilo tu stesso o, in alternativa, metti l'avviso {{tmp\|Bio}} che ne segnala la mancanza. Se i dati riportati sono sbagliati, correggi direttamente la voce biografica; le modifiche saranno visibili in questa lista entro pochi giorni. Per chiarimenti vedi il progetto biografie. La lista contiene solo le 113 persone che sono citate nell'enciclopedia e per le quali è stato implementato correttamente il template Bio. Pagina aggiornata al 10 ago 2025. |

- 1º dicembre - William H. Daniels, direttore della fotografia statunitense († 1970)
- 1º dicembre - Josef Walter, ginnasta svizzero († 1973)
- 2 dicembre - Elda Bossi, scrittrice, poetessa e traduttrice italiana († 1996)
- 2 dicembre - Mario Curti, calciatore italiano († 1968)
- 2 dicembre - Enzo Duse, giornalista e commediografo italiano († 1963)
- 2 dicembre - Raimundo Orsi, calciatore argentino († 1986)
- 2 dicembre - Ivos Pacetti, ceramista, imprenditore e fotografo italiano († 1970)
- 3 dicembre - Émile Barbier, schermidore belga
- 3 dicembre - Glenn Hartranft, pesista e discobolo statunitense († 1970)
- 3 dicembre - Paul-Ludwig Landsberg, filosofo tedesco († 1944)
- 3 dicembre - Mildred Wiley, altista statunitense († 2000)
- 3 dicembre - Dario Wolf, pittore e incisore italiano († 1971)
- 4 dicembre - Stefano Bazoli, avvocato, politico e antifascista italiano († 1981)
- 4 dicembre - Nikolaj Simonov, attore sovietico († 1973)
- 4 dicembre - Adam Walsh, allenatore di football americano statunitense († 1985)
- 5 dicembre - Walt Disney, animatore, imprenditore e produttore cinematografico statunitense († 1966)
- 5 dicembre - Milton Erickson, psichiatra e psicoterapeuta statunitense († 1980)
- 5 dicembre - Jimmy Fleming, calciatore scozzese († 1969)
- 5 dicembre - Werner Karl Heisenberg, fisico tedesco († 1976)
- 5 dicembre - Hanns Jelinek, compositore austriaco († 1969)
- 5 dicembre - Sally Long, attrice e ballerina statunitense († 1987)
- 5 dicembre - Arthur Samuel, informatico statunitense († 1990)
- 6 dicembre - Ippolito Nievo Albertelli, violoncellista italiano († 1938)
- 6 dicembre - Giovanni Bernasconi, progettista italiano († 1965)
- 6 dicembre - Otello Gaddi, militare italiano († 1978)
- 6 dicembre - Georgij Maksimilianovič Malenkov, politico sovietico († 1988)
- 6 dicembre - Ernest Victor Tweedy, arcivescovo cattolico australiano († 1965)
- 7 dicembre - Ercole Vincenzo Orsini, partigiano italiano († 1943)
- 9 dicembre - Silvestre Conti, calciatore argentino
- 9 dicembre - Carlotta Corpron, fotografa statunitense († 1988)
- 9 dicembre - Lauro De Bosis, scrittore, poeta e antifascista italiano († 1931)
- 9 dicembre - Carol Dempster, attrice statunitense († 1991)
- 9 dicembre - Ödön von Horváth, drammaturgo e scrittore austriaco († 1938)
- 9 dicembre - Jean Mermoz, aviatore francese († 1936)
- 9 dicembre - André Steiner, fotografo ungherese († 1978)
- 9 dicembre - Idreno Utimperghe, sindacalista, attivista e militare italiano († 1945)
- 9 dicembre - Guido Visconti di Modrone, II duca di Grazzano Visconti, nobile e militare italiano († 1942)
- 10 dicembre - Salvatore Mannironi, politico italiano († 1971)
- 11 dicembre - Dave Halliday, allenatore di calcio e calciatore scozzese († 1970)
- 11 dicembre - George Mantello, imprenditore ungherese († 1992)
- 11 dicembre - Michael Oakeshott, politologo e filosofo britannico († 1990)
- 11 dicembre - Harry Schreurs, calciatore olandese († 1973)
- 12 dicembre - Helen Menken, attrice teatrale statunitense († 1966)
- 12 dicembre - Alberto Valera, cestista italiano († 1991)
- 13 dicembre - Paolo Dezza, cardinale italiano († 1999)
- 13 dicembre - Fritz Gschweidl, calciatore austriaco († 1970)
- 13 dicembre - Albino Núñez Domínguez, scrittore, pedagogista e poeta spagnolo († 1971)
- 14 dicembre - Henri Cochet, tennista francese († 1987)
- 14 dicembre - Suzanne Deve, tennista francese († 1994)
- 14 dicembre - Eugen Geiwitz, schermidore tedesco († 1984)
- 14 dicembre - Deane Keller, pittore e militare statunitense († 1992)
- 14 dicembre - Giannantonio Manci, imprenditore e partigiano italiano († 1944)
- 14 dicembre - Kazimierz Michałowski, archeologo e egittologo polacco († 1981)
- 14 dicembre - Giuseppe Nicolosi, ingegnere, architetto e urbanista italiano († 1981)
- 14 dicembre - Paolo di Grecia, sovrano greco († 1964)
- 15 dicembre - Gail Bonney, attrice statunitense († 1984)
- 15 dicembre - Franco Lipizer, calciatore e pittore italiano († 1973)
- 15 dicembre - Archimede Melchior, calciatore italiano († 1961)
- 15 dicembre - Valerio Tonini, ingegnere e scrittore italiano († 1992)
- 16 dicembre - Margaret Mead, antropologa statunitense († 1978)
- 16 dicembre - Andrea Mongelli, basso italiano († 1970)
- 16 dicembre - Pina Renzi, attrice italiana († 1984)
- 16 dicembre - Nikolaj Fëdorovič Vatutin, generale sovietico († 1944)
- 17 dicembre - Aziza Amir, attrice e produttrice cinematografica egiziana († 1952)
- 17 dicembre - Walther Bierkamp, generale e poliziotto tedesco († 1945)
- 17 dicembre - Jenő Tóth, calciatore ungherese († 1959)
- 18 dicembre - László Pesovnik, calciatore ungherese († 1959)
- 19 dicembre - Angelo Giusti, scacchista italiano († 1986)
- 19 dicembre - Rudolf Hell, inventore e ingegnere tedesco († 2002)
- 19 dicembre - Oliver La Farge, scrittore e antropologo statunitense († 1963)
- 20 dicembre - Nicolay Diulgheroff, pittore, designer e grafico bulgaro († 1982)
- 20 dicembre - William Lehman, calciatore statunitense († 1979)
- 20 dicembre - Robert Van de Graaff, fisico e inventore statunitense († 1967)
- 21 dicembre - Roland Armontel, comico e attore francese († 1980)
- 21 dicembre - Juan Antonio Zunzunegui, scrittore spagnolo († 1982)
- 22 dicembre - Joseph Beerli, bobbista svizzero († 1967)
- 22 dicembre - Andrej Kostelanec, direttore d'orchestra e arrangiatore russo († 1980)
- 22 dicembre - Gejza Vámoš, scrittore slovacco († 1956)
- 23 dicembre - Francesco Audisio, calciatore italiano († 1992)
- 23 dicembre - Salvino Chiereghin, critico musicale e critico letterario italiano († 1968)
- 23 dicembre - Clemente Gaddi, arcivescovo cattolico italiano († 1993)
- 23 dicembre - Felice Gremo, ciclista su strada italiano († 1994)
- 23 dicembre - Giovanni Rasia Dal Polo, calciatore italiano († 1981)
- 23 dicembre - Giovanni Sodano, politico italiano († 1991)
- 24 dicembre - Donald Ewen Cameron, psichiatra statunitense († 1967)
- 24 dicembre - Aleksandr Aleksandrovič Fadeev, scrittore e politico sovietico († 1956)
- 24 dicembre - Natale Vasco Jacoponi, politico, partigiano e sindacalista italiano († 1963)
- 24 dicembre - Tom Reed, sceneggiatore statunitense († 1961)
- 25 dicembre - Alice Montagu Douglas Scott, nobile britannica († 2004)
- 25 dicembre - Eduard Bargheer, pittore e incisore tedesco († 1979)
- 25 dicembre - Ettore Bocchini Padiglione, cavaliere, militare e diplomatico italiano († 1986)
- 25 dicembre - Stefano Cagna, generale e aviatore italiano († 1940)
- 25 dicembre - Italo Gemini, imprenditore italiano († 1984)
- 25 dicembre - Milada Horáková, giurista e politica cecoslovacca († 1950)
- 25 dicembre - Natale Menotti, partigiano e politico italiano († 1982)
- 26 dicembre - Peter van de Kamp, astronomo olandese († 1995)
- 26 dicembre - James MacNabb, canottiere britannico († 1990)
- 27 dicembre - Marlene Dietrich, attrice e cantante tedesca († 1992)
- 27 dicembre - Irene Handl, attrice e scrittrice britannica († 1987)
- 27 dicembre - Stanley William Hayter, artista britannico († 1988)
- 27 dicembre - Harald Kaarman, calciatore estone († 1942)
- 27 dicembre - Maria Alice di Sassonia, principessa († 1990)
- 28 dicembre - Carlo Carli, dirigente sportivo italiano († 1973)
- 28 dicembre - Thomas Benjamin Cooray, cardinale e arcivescovo cattolico singalese († 1988)
- 28 dicembre - Robert Urquhart, generale britannico († 1988)
- 29 dicembre - Emanuel Löffler, ginnasta cecoslovacco († 1986)
- 30 dicembre - Henry Blanke, produttore cinematografico tedesco († 1981)
- 31 dicembre - Manrico Berti, calciatore italiano († 1972)
- 31 dicembre - Alberto Bracci, calciatore italiano
- 31 dicembre - Karl-August Fagerholm, politico finlandese († 1984)
- 31 dicembre - Guglielmo Jervis, antifascista e ingegnere italiano († 1944)
- 31 dicembre - Marcel Mussillon, alpinista italiano († 1992)
- 31 dicembre - Giovanni Traversa, politico italiano († 1981)